# Djenyfer Arnold
Djenyfer Arnold (1993) es una deportista brasileña que compite en triatlón. Ganó una medalla de oro en los Juegos Panamericanos de 2023, en la prueba de relevo mixto.

## Palmarés internacional
| Juegos Panamericanos | Juegos Panamericanos | Juegos Panamericanos | Juegos Panamericanos |
| Año                  | Lugar                | Medalla              | Prueba               |
| -------------------- | -------------------- | -------------------- | -------------------- |
| 2023                 | Santiago (Chile)     | Medalla de oro       | Relevo mixto         |